# Cullison
Cullison – miasto w Stanach Zjednoczonych, w stanie Kansas, w hrabstwie Pratt.